# Apollodore d'Artemita
Pour les articles homonymes, voir Apollodore et Artemita.
Apollodore d'Artemita (en grec ancien : « Ἀπολλόδωρος Ἀρτεμιτηνός ») était un écrivain grec du Ier siècle av. J.-C. ayant vécu de 130 à 87 av. J.-C.
Apollodore a écrit une histoire de l'Empire parthe, le Parthika (en grec ancien « τὰ Παρθικὰ »), d'au moins quatre livres. Il est cité par Strabon et Athénée de Naucratis. Strabon déclara qu'il était un historien très fiable. Apollodore semble avoir utilisé les archives d'Artemita et Séleucie sur le Tigre dans le cadre de son métier. Quelques informations sur les gréco-bactriens sont conservées dans l'œuvre de Strabon. Il est également cité pour sa connaissance géographique remarquable de l'Asie centrale.

## Source
- (en) Cet article est partiellement ou en totalité issu de l’article de Wikipédia en anglais intitulé « Apollodorus of Artemita » (voir la liste des auteurs).